# Сончув
Сончув (пол. Sączów) — село в Польщі, у гміні Бобровники Бендзинського повіту Сілезького воєводства.
Населення — 1379 осіб (2011).
У 1975-1998 роках село належало до Катовицького воєводства.

## Демографія
Демографічна структура станом на 31 березня 2011 року:
|          | Загалом | Допрацездатний вік | Працездатний вік | Постпрацездатний вік |
| -------- | ------- | ------------------ | ---------------- | -------------------- |
| Чоловіки | 655     | 112                | 458              | 85                   |
| Жінки    | 724     | 96                 | 432              | 196                  |
| Разом    | 1379    | 208                | 890              | 281                  |